# Гуларское сельское поселение
Гуларское се́льское поселе́ние — муниципальное образование в Ирафском районе Северной Осетии Российской Федерации.
Административный центр — село Дзинага.

## История
Статус и границы сельского поселения установлены Законом Республики Северная Осетия-Алания от 5 марта 2005 года № 14-рз «Об установлении границ муниципального образования Ирафский район, наделении его статусом муниципального района, образовании в его составе муниципальных образований - сельских поселений и установлении их границ»

## Население
| 2002 | 2010 | 2011 | 2012 | 2013 | 2014 | 2015 |
| ---- | ---- | ---- | ---- | ---- | ---- | ---- |
| 235  | ↗260 | →260 | ↘251 | ↗257 | ↘248 | ↗251 |
| 2016 | 2017 | 2018 | 2019 | 2020 | 2021 | 2023 |
| ↘246 | ↗249 | ↗254 | ↗257 | ↘252 | ↗413 | ↘405 |
| 2024 | 2025 |      |      |      |      |      |
| ↘404 | ↘402 |      |      |      |      |      |

## Состав сельского поселения
| № | Населённый пункт | Тип населённого пункта       | Население |
| - | ---------------- | ---------------------------- | --------- |
| 1 | Ахсау            | село                         | ↗126      |
| 2 | Дзинага          | село, административный центр | ↗282      |
| 3 | Ногкау           | село                         | ↗5        |